# Airalo
Airalo е компания, предлагаща eSIM за над 200 държави и региони по света, като осигурява на потребителите мигновен достъп до интернет в чужбина. Към 31 март 2024 г. приложението Airalo има над 10 милиона потребители и е налично в App Store и Google Play на 53 езика.